# Narke japonica
Espèce
Synonymes
- Torpedo japonica Temminck & Schlegel, 1850

Statut de conservation UICN

 VU A2d+3d+4d : Vulnérable
  
Répartition géographique
Narke japonica est une espèce de raie électrique de la famille Narkidae présente au nord-ouest de l'océan Pacifique, du Sud du Japon au Sud de la Chine. Ce poisson est commun à la fois près du rivage mais aussi au large. Pouvant atteindre une taille de 40 cm, Narke japonica possède une nageoire pectorale discoïde quasiment circulaire. La partie supérieure du corps de cette espèce oscille entre le rougeâtre et le brun chocolat, des taches sombres ou claires peuvent y être visibles ; la partie inférieure est de teinte plus claire. Derrière les petits yeux de la raie sont situés des stigmates surmontés d'un rebord lisse. Sa petite mais puissante queue s'achevant en une grande nageoire caudale supporte une unique nageoire dorsale, elle-même disposée à l'arrière des nageoires pelviennes arrondies.
Présente dans des zones sableuses peu profondes et peu éloignées de récifs, Narke japonica est un poisson benthique. Comme d'autres membres de sa famille, ce prédateur d'invertébrés peut produire un choc électrique au rôle défensif grâce à certains de ses organes. Les femelles de cette espèce vivipare donnent naissance jusqu'à cinq petits par portée. Lors du développement intra-utérin, les jeunes sont d'abord nourris avec du vitellus puis plus tard avec un « lait utérin ». L'Union internationale pour la conservation de la nature (UICN) range cette espèce dans la catégorie Vulnérable ; en effet, Narke japonica est parfois la prise involontaire des très nombreux chalutiers opérant dans cette région.

## Description

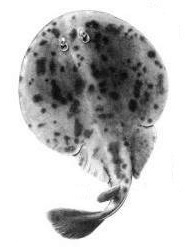
Ce spécimen de Narke japonica originaire de la baie de Sagami se distingue par la présence de taches sombres sur les parties supérieure et inférieure du corps.

La nageoire pectorale en forme de disque de Narke japonica est plus large que long, elle est quasiment circulaire. Les deux grands organes électriques réniformes sont visibles sous la peau de chaque côté de la tête. Les stigmates sont surmontés d'un rebord lisse et sont situés juste derrière les petits yeux protubérants de la raie. Les narines sont petites et assez rapprochées, entre elles se trouve un rabat de peau qui chevauche la gueule. Cette gueule protrusible constitue une ligne transversale entourée par une profonde rainure. Chaque mâchoire comprend moins de 25 rangées de dents disposées en bandes. Les dents sont courtes avec une base ovale et une couronne pointue. Cinq paires de fentes branchiales sont situées sur la partie inférieure du disque que forme la nageoire pectorale,.
Les grandes nageoires pelviennes qui prennent leur origine sous la nageoire pectorale adoptent une forme convexe. Chez les mâles, le ptérygopode qui sert à la transmission du sperme est trapu et ne dépasse pas la nageoire pelvienne. La queue petite mais épaisse se caractérise par un pli cutané s'étendant de chaque côté. La nageoire dorsale est arrondie et située derrière les nageoires pelviennes. Également arrondie en ses coins, l'imposante nageoire caudale est quasiment symétrique entre les parties supérieure et inférieure autour du pédoncule caudal. La peau douce de l'animal est absolument dépourvue d'écailles placoïdes qui sont pourtant courantes dans la sous-classe Elasmobranchii. Narke japonica présente une teinte comprise entre le rougeâtre et le brun chocolat sur le dessus; le brun est plus clair en dessous. Certains individus de l'espèce possèdent une coloration uniforme alors que d'autres ont des taches sombres ou claires sur leur surface dorsale, plus rarement sur leurs surfaces ventrales. La longueur maximale enregistrée d'un spécimen de l'espèce Narke japonica est de 40 cm,,.

## Biologie et écologie
Assez oisif à l'état sauvage, Narke japonica passe une majeure partie de sa vie étendu sur le fond marin. Le poisson délivre un choc électrique d'une puissance comprise entre 30 et 80 volts afin de se protéger de ses prédateurs, notamment de Cephaloscyllium umbratile. Ses organes électriques sont composés d'électrocytes : ce sont des cellules particulières dérivées des fibres musculaires remplies d'une substance gélatineuse. Ces électrocytes sont empilées en colonnes verticales, plusieurs colonnes formant finalement un organe électrique ; ce système est comparable à des piles reliées au sein d'un circuit. Le régime alimentaire de Narke japonica comprend des invertébrés benthiques. Le ver solitaire Anteropora japonica est un parasite de l'espèce,.

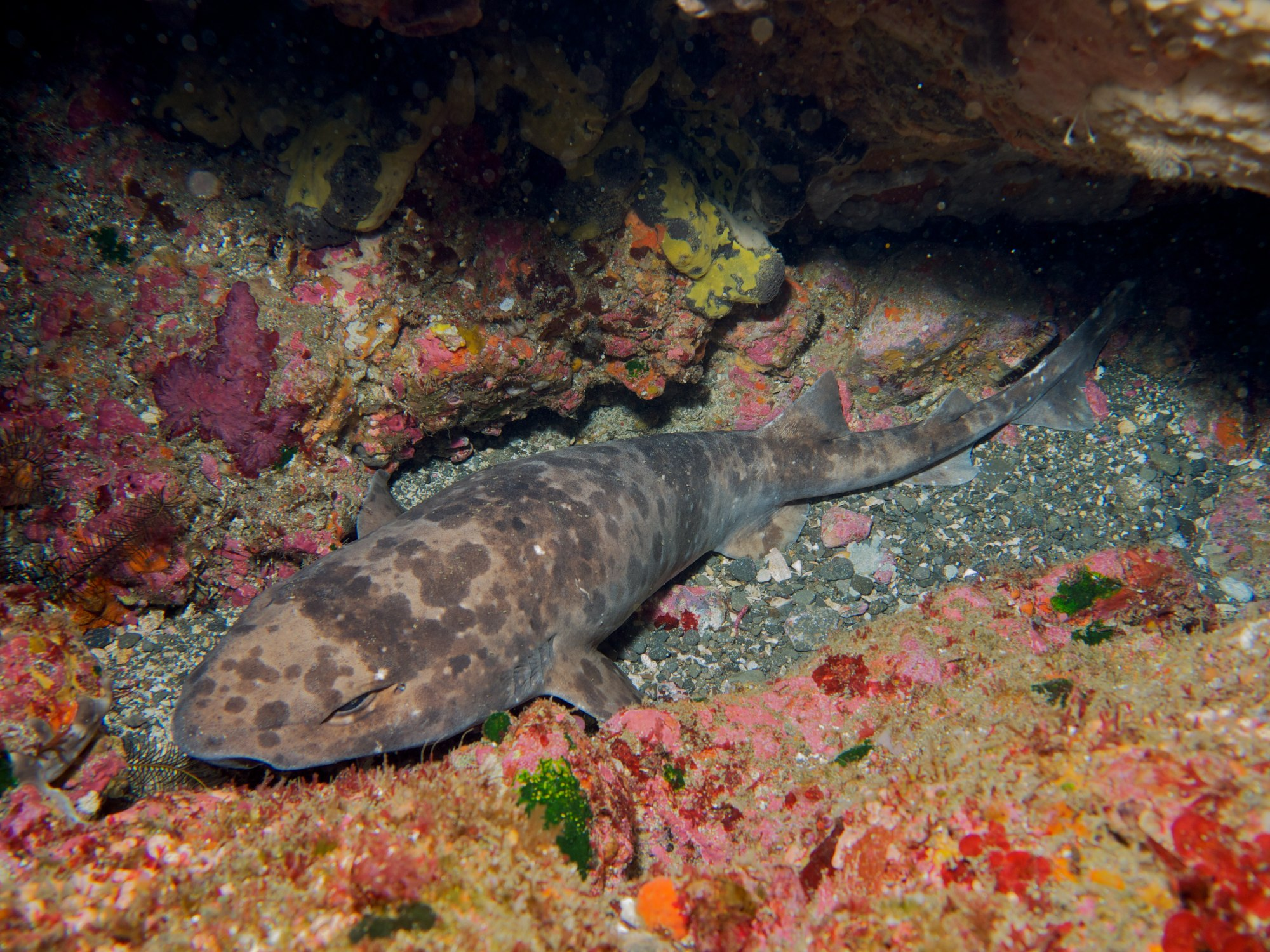
Cephaloscyllium umbratile est un prédateur de Narke japonica.

Cet animal est vivipare : les embryons en développement se nourrissent d'abord de vitellus avant de recevoir un « lait utérin » produit par la mère ; ce procédé s'appelle l'histotrophisme. La portée de la femelle compte jusqu'à cinq petits qui naissent au début de l'été. Ces derniers mesurent 10 cm à la naissance, leur teinte est plus uniforme et moins prononcée que celle des adultes,. Les mâles deviennent matures sexuellement quand ils atteignent une longueur comprise entre 23 et 27 cm, les femelles parviennent à ce stade quand leur taille se porte à environ 35 cm.

## Répartition géographique et habitat
Narke japonica habite les eaux du plateau continental au nord-ouest de l'océan Pacifique, du sud du Japon et de la Corée jusqu'au sud-est de la Chine et de Taïwan. Cette espèce de poisson benthique se trouve dans des zones sableuses, souvent à proximité de récifs éloignés ou non de la côte. Au large de la péninsule d'Izu, la présence du poisson a été confirmée à des profondeurs comprises entre 12 et 23 m.

## Taxonomie
Les premiers spécimens répertoriés de Narke japonica sont quatre poissons pêchés au Japon et récupérés par les naturalistes allemands Philipp Franz von Siebold et Heinrich Burger dans le second quart du XIXe siècle. Les spécimens sont empaillés et donnés au Muséum royal d'histoire naturelle de Leyde; trois d'entre eux sont catégorisés dans le genre Narcine alors que le dernier est plus précisément inclus dans l'espèce Narcine timlei. C'est ce travail qui forme la base sur laquelle s'appuient le Néerlandais Coenraad Jacob Temminck et l'Allemand Hermann Schlegel pour leur description publiée en 1850 dans Fauna Japonica, il s'agit d'une série de monographies sur la zoologie japonaise. Temminck et Schlegel assignent la nouvelle espèce au sous-genre Astrape inclus dans le genre Torpedo; les auteurs postérieurs considèrent qu'Astrape est un synonyme de Narke. En 1947, Marinus Boeseman examine à nouveau les quatre spécimens d'origine et désigne le plus grand de ces poissons mesurant 27 cm comme le lectotype de l'espèce. Narke japonica ne possède pas de nom vulgaire accepté en français. Certains taxonomistes estiment que Crassinarke dormitor et Narke japonica pourraient être conspécifiques, leur morphologie est en effet visuellement identique.

## Relations avec l'homme
Le choc électrique que délivre Narke japonica est fort mais non létal pour l'homme. La réaction d'un spécimen au contact d'un appareil photo a été observée : le poisson s'est frotté le dos contre le pied de l'appareil, cela peut suggérer des mécanismes de défense importants si le poisson est dérangé. L'espèce s'adapte mal à la vie en captivité. Cette raie électrique comme beaucoup d'autres est utilisée en recherche biomédicale car ses organes électriques comprennent de nombreux canaux ioniques et récepteurs cholinergiques, elle sert d'organisme modèle au système nerveux humain.
Même si les données disponibles sont faibles, le poisson Narke japonica semble souvent attrapé dans les chaluts à crevettes et par les moyens de pêche en zone démersale en général en tant que prise accessoire. Ces prises accidentelles n'ont pas d'utilisation économique. Cependant, les raies électriques survivent difficilement une fois attrapées et transportées ; les chaluts sont reconnus comme responsables du déclin de population d'autres espèces de raies électriques. La forte intensité de l'industrie halieutique au large de l'Asie de l'Est a amené l'Union internationale pour la conservation de la nature (UICN) à classer cette espèce comme « Vulnérable » sur sa liste rouge.